# Noncourt-sur-le-Rongeant
Noncourt-sur-le-Rongeant és un municipi francès situat al departament de l'Alt Marne i a la regió del Gran Est. L'any 2007 tenia 177 habitants.

## Demografia

### Població
El 2007 la població de fet de Noncourt-sur-le-Rongeant era de 177 persones. Hi havia 63 famílies de les quals 25 eren unipersonals (17 homes vivint sols i 8 dones vivint soles), 13 parelles sense fills, 21 parelles amb fills i 4 famílies monoparentals amb fills.
La població ha evolucionat segons el següent gràfic:
Habitants censats

### Habitatges
El 2007 hi havia 107 habitatges, 71 eren l'habitatge principal de la família, 28 eren segones residències i 8 estaven desocupats. Tots els 107 habitatges eren cases. Dels 71 habitatges principals, 67 estaven ocupats pels seus propietaris, 3 estaven llogats i ocupats pels llogaters i 1 estava cedit a títol gratuït; 3 tenien dues cambres, 9 en tenien tres, 16 en tenien quatre i 43 en tenien cinc o més. 52 habitatges disposaven pel capbaix d'una plaça de pàrquing. A 36 habitatges hi havia un automòbil i a 30 n'hi havia dos o més.

### Piràmide de població
La piràmide de població per edats i sexe el 2009 era:
| Homes | Edats   | Dones |
| ----- | ------- | ----- |
| 0     | 95 o +  | 0     |
| 0     | 90 a 94 | 0     |
| 0     | 85 a 89 | 4     |
| 0     | 80 a 84 | 0     |
| 0     | 75 a 79 | 4     |
| 8     | 70 a 74 | 4     |
| 4     | 65 a 69 | 8     |
| 4     | 60 a 64 | 0     |
| 12    | 55 a 59 | 12    |
| 4     | 50 a 54 | 8     |
| 4     | 45 a 49 | 8     |
| 8     | 40 a 44 | 8     |
| 4     | 35 a 39 | 4     |
| 8     | 30 a 34 | 0     |
| 8     | 25 a 29 | 4     |
| 8     | 20 a 24 | 16    |
| 12    | 15 a 19 | 0     |
| 0     | 10 a 14 | 4     |
| 8     | 5 a 9   | 4     |
| 4     | 0 a 4   | 4     |

## Economia
El 2007 la població en edat de treballar era de 101 persones, 70 eren actives i 31 eren inactives. De les 70 persones actives 56 estaven ocupades (36 homes i 20 dones) i 14 estaven aturades (7 homes i 7 dones). De les 31 persones inactives 10 estaven jubilades, 6 estaven estudiant i 15 estaven classificades com a «altres inactius».

### Ingressos
El 2009 a Noncourt-sur-le-Rongeant hi havia 72 unitats fiscals que integraven 171 persones, la mediana anual d'ingressos fiscals per persona era de 15.933 €.

### Activitats econòmiques
L'únic establiment que hi havia el 2007 era d'una empresa financera.
L'any 2000 a Noncourt-sur-le-Rongeant hi havia 7 explotacions agrícoles.

## Poblacions més properes
El següent diagrama mostra les poblacions més properes.